# Dolmen Steenodde

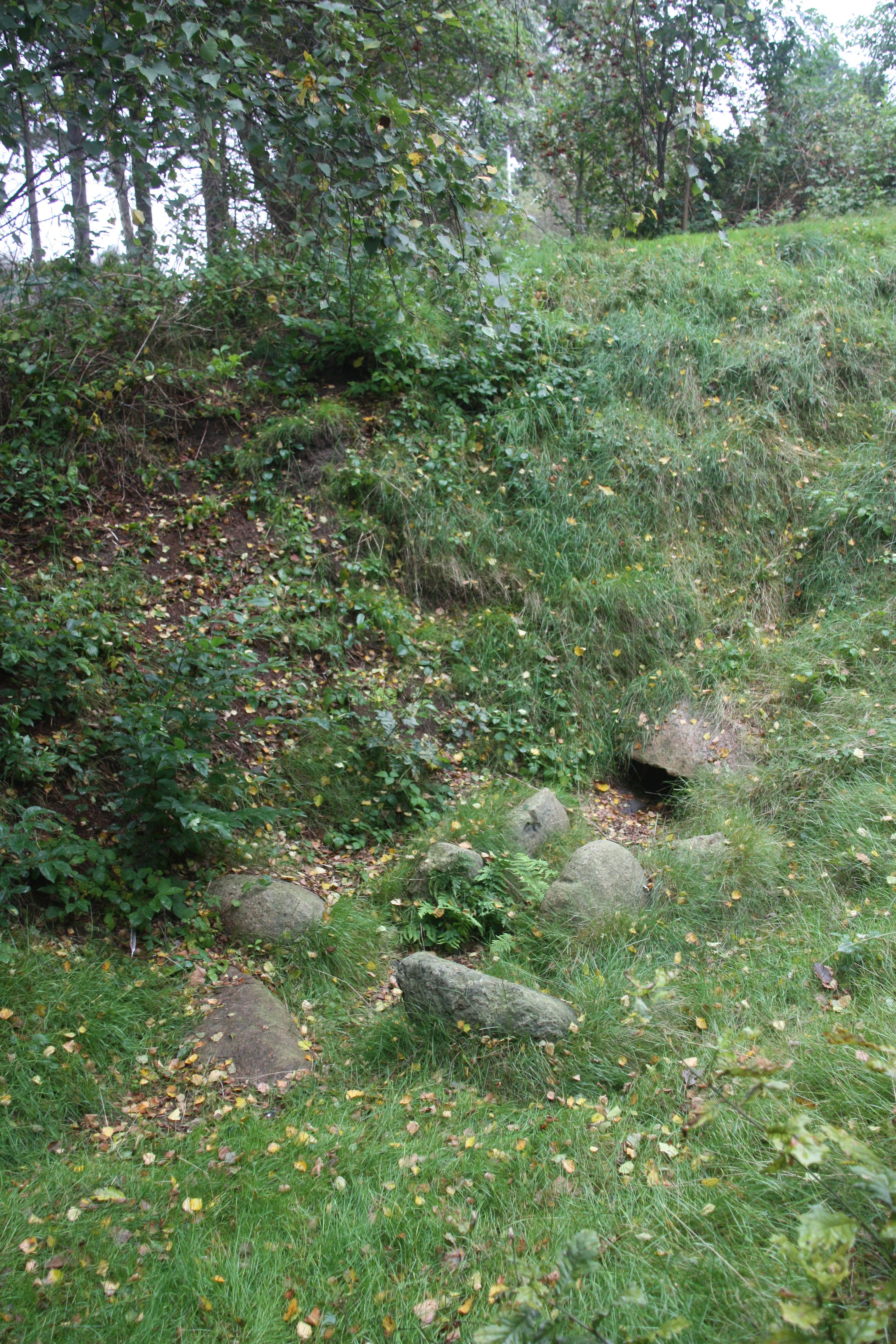
Das Großsteingrab Steenodde

Der Dolmen Steenodde ist ein von einem Erdhügel bedecktes Hünengrab (auch als Megalithanlage bezeichnet). Er liegt in der Nähe des Dorfes Steenodde in der Gemeinde Nebel auf der Nordseeinsel Amrum im Kreis Nordfriesland, in Schleswig-Holstein.

## Lage und Beschreibung
Der Dolmen befindet sich etwa 500 m südwestlich von Steenodde, in einem Wäldchen am Weg mit dem Öömrang-Namen Ual Hööw (hochdeutsch „Alter Gottesdienst“). Das Hünengrab liegt in einem Rundhügel von 4 m Höhe mit einem Durchmesser von 14 bis 18 m. Im Atlas der Megalithgräber Deutschlands von Ernst Sprockhoff wird der Dolmen als „Sprockhoff Nr. 12“ bzw. „Nebel (Amrum) Grab 2“ geführt. Es handelt sich um einen Rechteckdolmen mit Gang. Der Dolmen ist in nordost-südwestlicher Richtung orientiert. Die sichtbaren Steine befinden sich sämtlich in situ. An beiden Langseiten befinden sich je zwei Tragsteine, ein dritter Tragstein steht an der südwestlichen Schmalseite. Die Kammer wird von zwei Decksteinen verschlossen. An der anderen Schmalseite steht ein halber Trägerstein, in der Lücke befindet sich ein Schwellenstein. Die Kammer ist innen etwa 1,6 m × 0,9 m groß. Der angesetzte Gang besteht aus zwei Steinpaaren, deren Decksteine fehlen.
In der Nähe liegt der Esenhugh, der größte Grabhügel auf Amrum.